# Pandemia de COVID-19 în Austria
Pandemia de coronavirus COVID-19 din Austria a fost confirmată prima dată la 25 februarie 2020 la Innsbruck, când un tânăr și o tânără, ambii de 24 de ani, au venit din Lombardia, Italia și au fost testați la Innsbruck.
La 12 martie 2020, Austria a confirmat primul caz de deces, un bărbat de 69 de ani a decedat la Viena, în spitalul Kaiser-Franz-Josef.
La 17 martie 2020 erau 1132 cazuri confirmate, 8 recuperări și 3 decese.
Din 1 februarie 2022, Austria va deveni prima țară din UE care va impune vaccinare obligatorie anti-Covid. Un nou proiect de lege prevede amenzi mari pentru cei care refuză vaccinul. Din 2022, amenda ar putea fi de până la 3.600 de euro pentru cei care nu se vaccinează împotriva coronavirusului, iar cei care refuză o vaccinare de rapel după vaccinările anterioare vor plăti amenzi până la 1.450 de euro, conform unui proiect de lege al Ministerului Sănătății din Austria.
|  | Graficele sunt indisponibile din cauza unor probleme tehnice. Mai multe informații se găsesc la Phabricator și la wiki-ul MediaWiki. |

## Legături externe
- Coronavirus COVID-19 Global Cases and historical data by Johns Hopkins University
- Coronavirus: Erster Todesfall in Österreich